# 公正的硬币

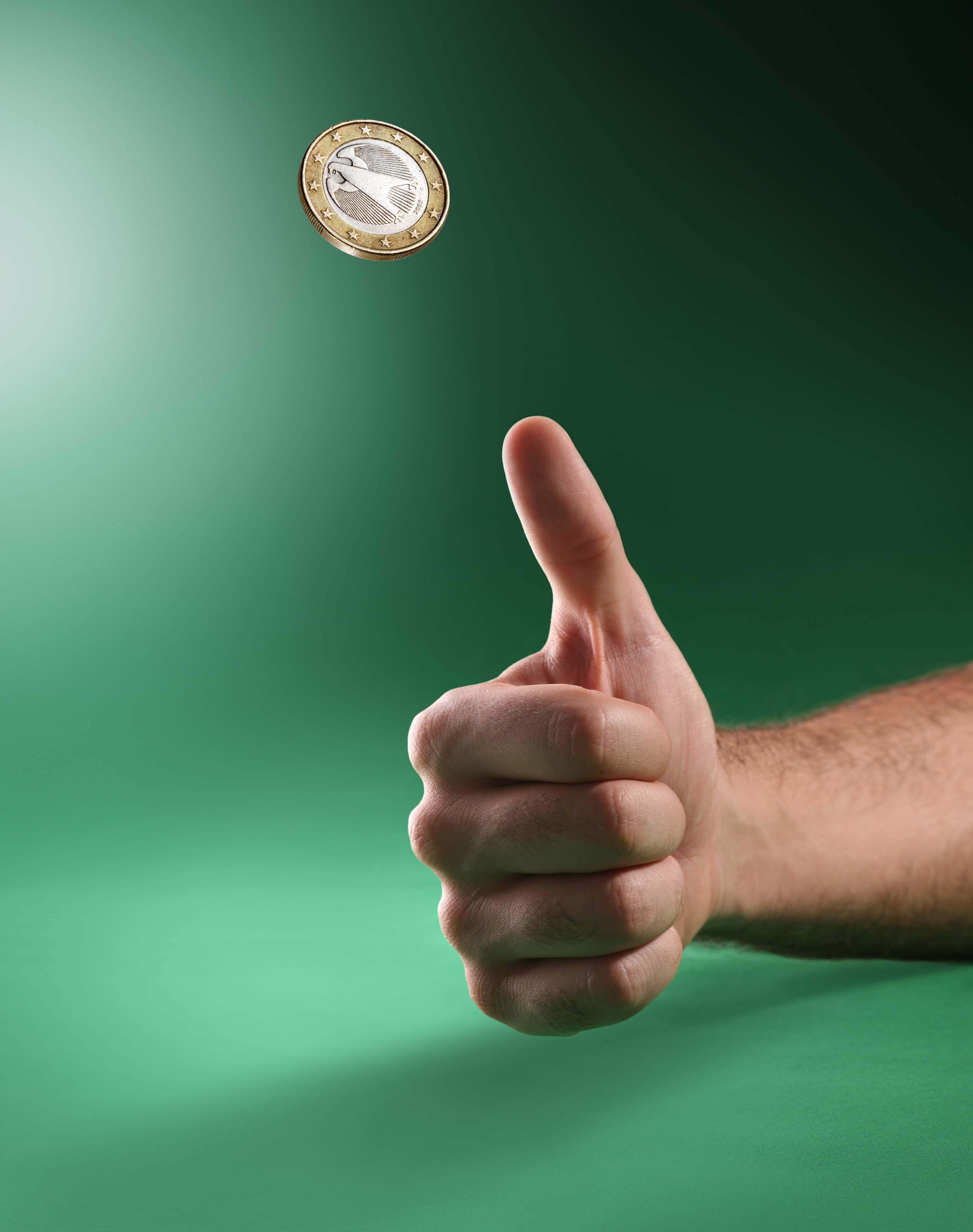
抛掷一枚公正的硬币时，两面朝上落地的机会均等。

在概率论和统计学中，将每次试验成功的概率为1/2的一系列独立的伯努利试验，比喻为一枚公正的硬币。概率不是 1/2 的硬币被称为有偏差的或不公正的硬币。在理论研究中，人们往往假设抛硬币是由理想的、公正的硬币完成的。
数学家约翰·埃德蒙·克尔里克进行了多次使用不公正硬币进行抛硬币的实验。他使用的硬币是一种木质的圆盘，大小大约为一枚克朗银币(英国硬币，价值1/4镑)，其中一面只被铅涂层覆盖，结果在1000次试验中，有679次是正面（假定木面为正面）。在这个实验中，他将硬币放在弯曲的食指上，用拇指弹出，让其在空中旋转并在下落大约1英尺的高度时，平稳地落在铺在桌子上的布上。物理学家埃德温·汤普森·杰恩斯认为，如果抛出的硬币在弹跳后没有被手接住，那么硬币的物理偏斜相比于抛掷的方式并不重要，只要有足够的练习，可以做到以100%的概率使硬币落在手上。确认硬币是否公正的问题，是统计学教学中一个既定的教学工具。